# Daniel Froreich
Daniel Froreich (1984) is een Duits golfprofessional.
Daniel werd in Frankfurt geboren maar zijn ouders verhuisden toen hij drie jaar was naar Barcelona, waar hij in 1991 op de Duitse school ging en voor het eerste op de Club de Golf Masia Bach ballen ging slaan. Hij was meteen enthousiast en wist een jaar later al dat hij golfprofessional wilde worden.

## Amateur
In 1999 ging hij naar het golfinternaat in Koblenz waar hij in 2003 eindexamen deed. Hij werd in 1999 opgenomen in het team van de deelstaat Rijnland-Palts en in 2000 in het nationale Duitse jeugdteam.

### Gewonnen
- 2000: NK Scholen
- 2001: NK Scholen

## Professional
Froreich werd in 2004 professional en ging de opleiding doen om PGA prof te worden. Hij liep stage op de GC Jakobsberg en speelde op de EPD Tour. Daar heeft hij inmiddels twee toernooien gewonnen en in 2008 werd hij mooi 2de bij de OTP Private Bank Central European Golf Classic achter Nicolas Meitinger. In 2009 speelde hij op invitatie de Colombia Masters van de Europese Challenge Tour en eindigde op de 43ste plaats.

### Gewonnen
- 2008: Wörthsee Classic (-11)
- 2010: Al Maaden Classic (-12)